# Cercospora pudicae
Cercospora pudicae är en svampart som beskrevs av J.M. Yen 1964. Cercospora pudicae ingår i släktet Cercospora och familjen Mycosphaerellaceae.   Inga underarter finns listade i Catalogue of Life.